# Fabianki (gromada)
Fabianki – dawna gromada, czyli najmniejsza jednostka podziału terytorialnego Polskiej Rzeczypospolitej Ludowej w latach 1954–1972.
Gromady, z gromadzkimi radami narodowymi (GRN) jako organami władzy najniższego stopnia na wsi, funkcjonowały od reformy reorganizującej administrację wiejską przeprowadzonej jesienią 1954 do momentu ich zniesienia z dniem 1 stycznia 1973, tym samym wypierając organizację gminną w latach 1954–1972.
Gromadę Fabianki z siedzibą GRN w Fabiankach utworzono – jako jedną z 8759 gromad na obszarze Polski – w powiecie lipnowskim w woj. bydgoskim, na mocy uchwały nr 24/8 WRN w Bydgoszczy z dnia 5 października 1954. W skład jednostki weszły obszary dotychczasowych gromad Chełmica Mała, Chełmica Duża, Cyprianka, Fabianki i Świątkowizna ze zniesionej gminy Szpetal w tymże powiecie. Dla gromady ustalono 25 członków gromadzkiej rady narodowej.
1 stycznia 1956 gromadę włączono do powiatu włocławskiego w tymże województwie.
31 grudnia 1959 do gromady Fabianki włączono wsie Witoszyn Stary, Wilczeniec-Fabianki, Winduga i Rachcin oraz miejscowości Parcele Łachockie, Okrągła, Działy Karowskie, Działy Rachcińskie i Wilczeniec Bogucki ze zniesionej gromady Witoszyn Stary w tymże powiecie.
1 lipca 1967 z gromady Fabianki wyłączono oddział leśny nr 277 lasów państwowych Nadleśnictwa Wąkole o obszarze 35,10 ha, włączając go do gromady Bobrowniki w powiecie lipnowskim w tymże województwie.
1 stycznia 1972 gromadę Fabianki połączono z gromadą Szpetal Górny, tworząc z ich obszarów gromadę Szpetal Górny z siedzibą Gromadzkiej Rady Narodowej w Szpetalu Górnym w tymże powiecie (de facto gromadę Fabianki zniesiono, włączając jej obszar do gromady Szpetal Górny).
Począwszy od 1 stycznia 1972, Fabianki na okres siedmiu lat i ośmiu miesięcy utraciły funkcje administracyjne. Powróciły do nich dopiero 1 września 1979, kiedy to w powiecie włocławskim utworzono po raz pierwszy gminę Fabianki z siedzibą w Fabiankach.